# Face to Face with the Blues
Face to Face with the Blues — студійний альбом американського блюзового музиканта Рузвельта Сайкса, випущений у 1961 році лейблом Columbia. Вийшов у серії «Lansdowne Jazz Series».

## Опис
Цей альбом піаніста і співака Рузвельта Сайкса був записаний на лейблі Columbia для серії «Lansdowne Jazz Series». Сесія звукозапису відбулась в полудень 21 січня 1961 року на відомій студії Lansdowne Studios в Лондоні, Англія. На ній Сайкс грає на фортепіано та співає з лише з ударником Доном Лоусоном. Серед пісень стандарти «Careless Love» і «On the Sunny Side of the Street», нова інтерпретацію своїх старих пісень «Monte Carlo Blues» (записану ним у 1937) та «Night Time Is the Right Time» (яку Сайкс вперше записав ще у 1937 році; вона стала популярна завдяки версіям таких виконавців, як Рей Чарльз, Карла Томас та Джеймс Браун). Текст до платівки написав музикант Алексіс Корнер.
Увечері цього ж дня (21 січня 1961) була записана ще одна сесія, яка була випущена також на Columbia під назвою The Honeydripper (1962).

## Список композицій
1. «Monte Carlo Blues» (Рузвельт Сайкс) — 2:04
2. «Pretty Woman» (Рузвельт Сайкс) — 2:55
3. «Careless Love» (В. К. Генді, Спенсер Вільямс, Марта Кеніг) — 2:19
4. «Night Time Is the Right Time» (Рузвельт Сайкс) — 3:15
5. «Blues for Big Sid» (Рузвельт Сайкс) — 2:24
6. «Roll On» (Рузвельт Сайкс) — 2:28
7. «The Train Is Coming» (Рузвельт Сайкс) — 2:41
8. «Piano Solo» (Рузвельт Сайкс) — 2:28
9. «Pappa Low» (Рузвельт Сайкс) — 2:42
10. «On the Sunny Side of the Street» (Джим Макгафф, Дороті Філдс) — 1:51
11. «Ice Cream Freezer» (Рузвельт Сайкс) — 1:51

## Учасники запису
- Рузвельт Сайкс — вокал, фортепіано
- Дон Лоусон — ударні

Технічний персонал
- Деніс Престон — продюсер
- Патрік Гвінн-Джонс — фотографія
- Алексіс Корнер — текст